# 病榻夢痕錄
《病榻夢痕錄》是一部清朝作品，作者是汪辉祖。

## 書牘編歷
汪辉祖为乾隆年间人，早年是一名師爺，游幕多年。嘉慶元年（1796年）臥病，命兒輩著年譜《病榻夢痕錄》，嘉庆元年六月完成初稿，并作自序一篇。嘉慶三年病愈，繼续写下去，至嘉慶十一年元旦停笔。嘉庆十二年三月卒，其子汪继坊、汪继培等再补录生前最後十三個月的言行。後收入《汪龍莊遺書》。此書详于游幕，作者特別提到自己年輕入幕時，當時“幕風樸素，重裘尚少，即衣表亦未嘗有紅青色也”，到了乾隆末年，师爷收受贿赂，与贪官狼狈为好者比比皆是，“端方之操，什无二三”，早期一名刑名師爺的月俸不過二百六十兩，到了乾隆五十年，已達八百兩，但“幕學、幕品，均非昔比矣”。
书中还记载了各种灾异。如《梦痕录》卷上乾隆三十五年（1770年）条记载海水倒灌萧山西兴塘，“塘外业沙地里男妇淹毙一万余口，尸多逆流入内河，内河浮尸及殡厝棺无算，两日不能通舟”。瞿兑之评价此書：“可以当他一部乾隆六十年中社会经济小史。”